# Сортелья
Сортелья (порт. Sortelha)  —  район (фрегезия) в Португалии,  входит в округ Гуарда. Является составной частью муниципалитета  Сабугал. По старому административному делению входил в провинцию Бейра-Алта. Входит в экономико-статистический  субрегион Бейра-Интериор-Норте, который входит в Центральный регион. Население составляет 579 человек на 2001 год. Занимает площадь 43,27 км².
Центр фрегезии является одной из известных исторических деревень Португалии, сохранились средневековый замок, городские стены, старинная застройка, участок средневековой каменной мостовой. 
Покровителем района считается Дева Мария (порт. Nossa Senhora das Neves).